# 文蔵川
文蔵川（ぶぞうかわ）は、埼玉県川口市、さいたま市南区および戸田市を流れる準用河川。荒川水系笹目川の支流である。

## 地理
1940年頃（昭和15年頃）に排水路として整備された人工河川である。
埼玉県川口市小谷場にて見沼代用水西縁から分水した新曽用水から分流し南西に流れる。水路開削時には国道298号（東京外環自動車道）が無かったが、道路完成後は移設され歩道の脇を暗渠で流れている。川口市芝富士の北西部で外環道から離れ、開渠になる。国道17号を越えるとさいたま市立文蔵小学校付近で新曽用水から分水した笹目用水が境橋の付近で合流する。そしてさいたま市南区辻を流れ、戸田市下笹目の文蔵樋管（水門）で笹目川に合流する。コンクリート護岸の水路である。下流部に並行して南に流れる暗渠化され歩道となった流路があるが、こちらは文蔵川に並走していた笹目用水の旧流路である。また、辻水深団地付近を西向きに流れていたが、団地完成により南寄りの今のルートで合流するようになった。

## 橋梁

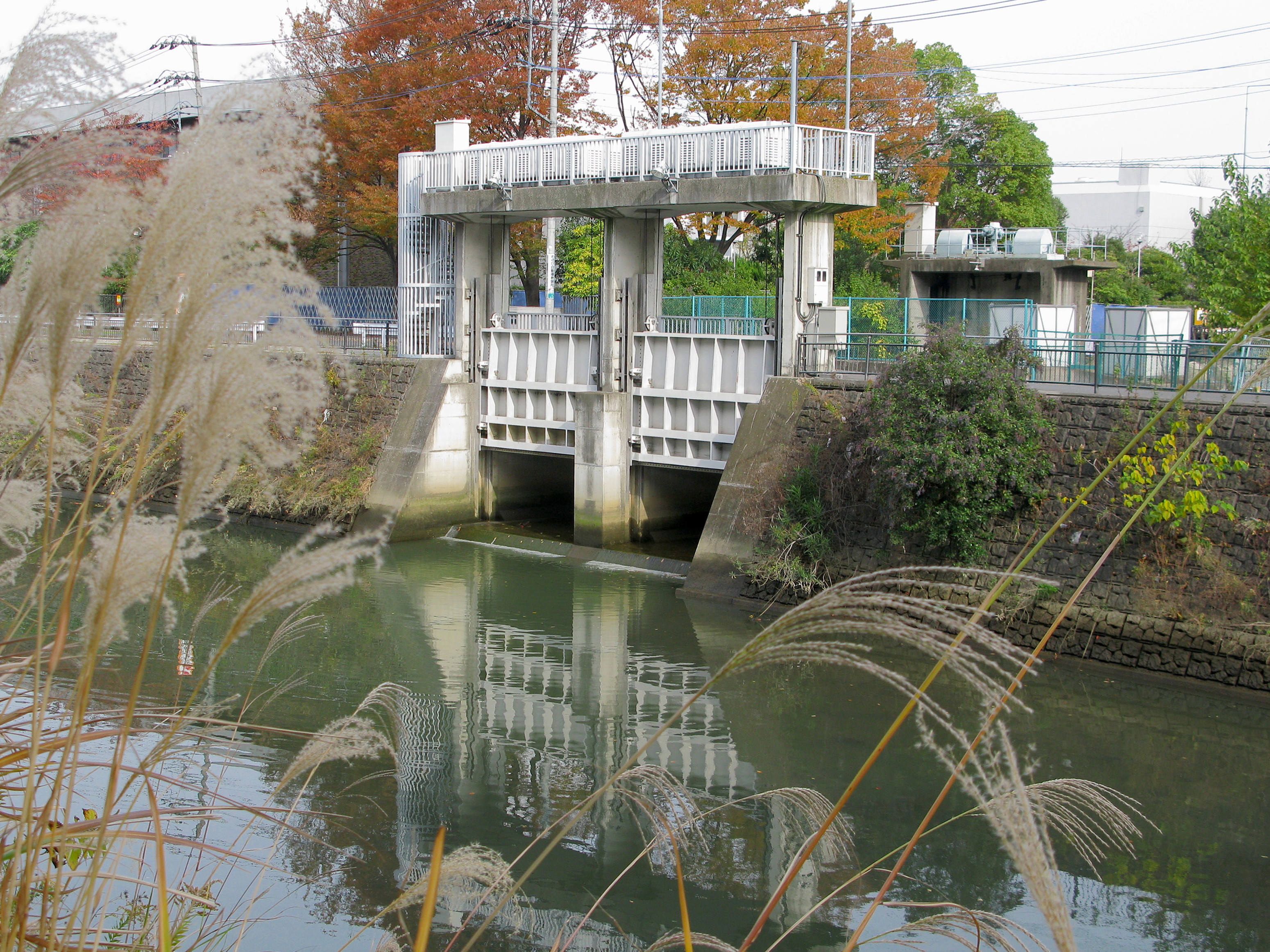
文蔵川と笹目川の合流点

- 国道298号（東京外環自動車道）
- 文蔵橋
- 中山道（国道17号）
- 栄橋
- 堀外第一橋
- 南高橋